# Msakhurtukhutsesi
Le msakhurtukhutsesi (en géorgien : მსახურთუხუცესი) est un personnage haut placé dans la Géorgie féodale. Ce terme s'utilisait beaucoup au temps de Georges III de Géorgie, mais il est peut-être plus ancien. Il désigne à l'origine un travailleur dans la demeure. Avec l'unification du pays, le msakhurtukhutsesi du roi s'occupe de plus en plus des tâches militaires. Au XIIIe siècle, le msakhurtukhutsesi de Rousoudan Ire est considéré comme vizir[réf. nécessaire].

## Les fonctions
Les fonctions du msakhurtukhutsesi étaient diverses : comptes, lit du roi et ses occupations personnelles. Une de ses fonctions était d'habiller le roi[réf. nécessaire].

## Les pouvoirs
Le msakhurtukhutsesi était supérieur à tous les serviteurs de roi ainsi qu'aux  molaretukhutsesi, mesatsoletukhutsesi, pareshtukhutsesi, mekhiletukhutsesi, mechurchletukhutsesi et autres agents compétents[réf. nécessaire].

## Msakhurtukhutsesi célèbres
- Waram Gagel, sous les règnes de Tamar, Georges IV et Rousoudan Ire